# Pamela Anderson
Pamela Denise Anderson, född 1 juli 1967 i Ladysmith på Vancouver Island i British Columbia, är en kanadensisk-amerikansk fotomodell, designer och skådespelare, som fick sitt stora genombrott som "C-J Parker" i TV-serien Baywatch.

## Upptäckt
Pamela Anderson är dotter till Barry och Carol Anderson. Hennes farfars far, Juho Hyytiäinen, var finsk och emigrerade till Kanada i början av 1900-talet.  
Under senare delen av tonåren arbetade Anderson som servitris. Hon upptäcktes 1989 när hon under en amerikansk fotbollsmatch zoomades in av en TV-kamera som visade henne iförd en T-shirt med ett tryck för ölmärket Labatt's som fick publiken att jubla. Hon anställdes av Labatt's för att göra reklam för deras produkter. Kort därefter vek hon ut sig i tidningen Playboy.

## Karriär
Andersons första TV-framträdande var i den amerikanska TV-serien Tummen mitt i handen som sändes 1991–1993. Men hennes stora genombrott kom när hon spelade rollen som  C J Parker i livräddarserien Baywatch under åren 1992–1997. 1996 spelade hon huvudrollen i filmen Barb Wire, vilken inte blev någon större kommersiell framgång. 1998 fick hon spela huvudrollen i TV-serien VIP. Denna serie lades ner efter fem säsonger. Stacked är ytterligare en TV-serie som Anderson  deltagit i. 
Pamela Anderson har även gett ut en egen modekollektion bestående av bland annat skor och väskor. År 2004 gav hon ut romanen Star som är löst baserad på hennes liv. Anderson har även arbetat som personlig tränare åt den amerikanska rocksångerskan Courtney Love.

## Privatliv
Anderson är framför allt känd för sina utvik i herrtidtidningar och som skådespelerska, främst i TV-serier. Men hon har även skapat uppmärksamhet kring sitt privatliv. I början av 1995 gifte sig Anderson med Mötley Crüe-trummisen Tommy Lee på en badstrand i Mexiko. De fick två söner innan de skildes 1998. Därefter var hon under en tid förlovad med den svenska fotomodellen Marcus Schenkenberg. Under 2006 var hon gift med rockmusikern Kid Rock. År 2007 gifte hon sig med Rick Salomon i Las Vegas, men ansökte om skilsmässa två månader senare. Hon ingick 2014 ett nytt äktenskap med honom, vilket upplöstes 2015. År 2020 gifte hon sig med sin livvakt Dan Hayhurst. De separerade i januari 2022.
Anderson är vegan och djurrättsaktivist, och stöder aktivt organisationerna PETA och Sea Shepherd..
Anderson har uttalat sig kritiskt mot pornografi.

## Filmografi, i urval
- 1991 – Brottsplats Beverly Hills
- 1991-1997 - Tummen mitt i handen (TV-serie)
- 1992-1997 - Baywatch CJ Parker (TV-serie)
- 1993 – Snapdragon
- 1994 – Raw Justice
- 1995 – Naked Souls
- 1996 – Barb Wire
- 1998 – VIP (TV-serie)
- 1999 – Futurama (TV-serie)
- 2002 – Scooby-Do
- 2003 – Baywatch: Hawaiian Wedding
- 2003 – Scary Movie 3
- 2003 – Pauly Shore Is Dead
- 2003-2004 - Stripperella (TV-serie)
- 2005 – No Rules
- 2006 – Borat!
- 2008 – Superhero Movie
- 2008 – Blonde and Blonder
- 2010 – Superhero Movie
- 2014 – Jackhammer
- 2014 – What are men doing! 2
- 2015 – Unity (röst)
- 2017 – Baywatch
- 2024 – The Last Showgirl